# Oficerska Szkoła Wojsk Wschodnich
Oficerska Szkoła Wojsk Wschodnich (ros. Офицерская школа Восточных войск) – niemiecki ośrodek szkoleniowy podczas II wojny światowej.
Szkoła została utworzona w maju 1943 r. w Mariampolu. Na jej czele stanął płk Władimir G. Azberg. Szkolono w niej kadry oficerskie i podoficerskie, a także tłumaczy dla Ostbatalionów, należących formalnie do Rosyjskiej Armii Wyzwoleńczej (ROA). Pod koniec 1943 r. szkołę przeniesiono do okupowanej Francji, zaś na przełomie sierpnia/września 1944 r. do Grafenwöhr. Ostatnim komendantem szkoły był płk B. G. Kisielow. Funkcję jego zastępcy pełnił płk A. G. Pietrow. Szefem sztabu był płk Klimienko. Kompanią sztabową dowodził por. M. I. Żilinski. Szkoła miała na wyposażeniu baterię dział sowieckich 75 mm, 12 ciężkich karabinów maszynowych i 6 moździerzy, a także 2 samochody ciężarowe i samochód terenowy. W styczniu 1945 r. została połączona ze szkołą oficerską ROA płk. Samuiła T. Kojdy.